# Trichomanes vaupesensis
Trichomanes vaupesensis är en hinnbräkenväxtart som beskrevs av David Bruce Lellinger. Trichomanes vaupesensis ingår i släktet Trichomanes och familjen Hymenophyllaceae. Inga underarter finns listade.